# Cchaj Sü-če
Cchaj Sü-če (čínsky: 蔡旭哲; narozen v květnu 1976) je čínský vojenský pilot a kosmonaut, 587. člověk ve vesmíru. Při svém prvním kosmickém letu se v roce 2022 se v lodi Šen-čou 14 vydal k Vesmírné stanici Tchien-kung, kde strávil půl roku. Na TSS se v říjnu 2024 vydal i při svém druhém, stejně dlouhém kosmickém letu. Je spoludržitelem světového rekordu v délce výstupu do vesmíru.

## Vzdělání a vojenská kariéra
Cchaj se narodil v roce 1976 v městě Šen-čou v provincii Che-pej. V září 1995 narukoval a po výcviku sloužil jako stíhací pilot v letectvu Čínské lidové osvobozenecké armády. I díky svému prvotřídnímu hodnocení byl v březnu 2010 vybrán mezi sedm členů druhého oddílu čínských kosmonautů, jejichž jména byla zveřejněna v prosinci 2011.

## Kosmonaut

### 1. kosmický let – Šen-čou 14
Tři dny před plánovaným startem bylo zveřejněno jeho zařazení do posádky lodi Šen-čou 14. Ta odstartovala 5. června 2022 a Cchaj společně s velitelem Čchen Tungem a operátorkou Liou Jang během několika hodin dorazili na Vesmírnou stanici Tchien-kung (TSS). Hlavním úkolem jejich zhruba půlročního pobytu bylo dohlédnout na připojení nových modulů Wen-tchien a Meng-tchien a provést základní kroky pro jejich integraci s Tchien-che, jádrovým modulem stanice, který kolem Země obíhal už od dubna 2021. Nové moduly k TSS měly přiletět v červenci a říjnu 2022.
Cchaj se během pobytu na TSS zúčastnil 2 výstupů do volného prostoru ve dvojici s velitelem mise Čchen Tung Poprvé otevřeli průlez z modulu Wen-tchien 17. září 2022 a s pomocí menší robotické ruky nainstalovali několik madel pro pohyb po povrchu modulu a sadu venkovních čerpadel. Ověřili také schopnost záchranné operace mimo modul. Výstup trval 4 hodiny a 12 minut. Při druhém výstupu 17. listopadu 2022 dokončili mechanické propojení modulů Meng-tchien a Tchien-che, instalovali panoramatickou kameru a oživili elektrickou část robotického manipulátoru. Výstup trval 5 hodin a 34 minut a Cchaj díky němu zvýšil celkovou dobu pobytu mimo stanici na 9 hodin a 46 minut.
Let skončil 4. prosince 2022 – Šen-čou 14 po 9 hodinách letu přistála v čínské provincii Vnitřní Mongolsko po 182 dnech, 9 hodinách a 26 minutách letu.

### 2. kosmický let – Šen-čou 19
Na TSS zamířil i při svém druhém letu v lodi Šen-čou 19, tentokrát už jako velitel. Dalšími členy jeho posádky byli kosmonaut Sung Ling-tung a kosmonautka Wang Chao-ce, jediná žena z celé osmnáctičlenné 3. skupiny čínských kosmonautů, která byla vybrána v roce 2020. Po nočním startu z kosmodromu Ťiou-čchüan 29. října 2024 doletěli za 6,5 hodiny ke stanici a bez potíží se k ní připojili.
Čekal na ně čekal obvyklý mix vědeckých, vzdělávacích a údržbářských úkolů. Cchaj společně a jeho kolega Sung Ling-tung provedli 17. prosince 2024 mezi 04:51 a 13:57 UTC výstup do volného prostoru, při němš především dokončili instalaci zařízení na ochranu vesmírné stanice před kosmickým smetím. Také zkontrolovali vybavení a zařízení na vnějším povrchu stanice a splnili další úkoly. Jejich výstup se svou délkou 9 hodin a 6 minut stal nejdelším v historii kosmonautiky, když po bezmála 25 letech o 10 minut překonali dosavadní rekord byli amerických astronautů Jamese Vosse a Susan Helmsové vytvořený 11. března 2001. Cchaj výstupem prakticky zdvojnásobil dobu svého pobytu mimo stanici na 18 hodin a 52 minut. Ve stejné sestavě a s podobnými úkoly opustili oba kosmonauti stanici ještě dvakrát – 20. ledna 2025 mezi 08:55 UTC a 17:12 UTC a 21. března mezi 05:45 a 12:50 UTC. Do statistik si dalších připsali 8 hodin a 17 minut při lednovém a 7 hodin a 5 minut při březnovém výstupu, Cchaj tak při svých 5 pobytech strávil ve volném prostoru celkem 34 hodin a 14 minut.
Osmá dlouhodobá posádka TSS se na Zemi vrátila 30. dubna 2025 v 05:08 UTC, poté, co stanici a rozpracované úkoly před svým nástupcům.